# The Three Wishes (film 1910)
The Three Wishes è un cortometraggio muto del 1910. Il nome del regista non viene riportato nei credit del film che, in circa una decina di minuti, racconta una storia dal sapore fantasy ambientata tra gli gnomi della foresta.

## Trama
Insoddisfatti della loro birra, gli gnomi della Foresta Nera si riuniscono in assemblea per discuterne, ipotizzando di produrre una diversa birra a miglior fermentazione. Il maggior produttore di birra del luogo rientra a casa scoraggiato e si ritira a meditare sul problema. Le meditazioni sono così profonde che si addormenta e comincia a sognare una fatina che gli dona una talismano che ha il potere di esaudire tre desideri. La mattina seguente, il birraio trova il talismano e accanto una bottiglia trasparente colma di liquido ambrato. La porta agli altri, raccontando il suo sogno: tutti decidono di usare il primo desiderio per poter aprire la bottiglia e assaggiarne il contenuto: nessuno di loro ha mai bevuto niente di più buono in vita sua. Volendo sapere come si produce quel nettare, usano il secondo desiderio per avere la risposta. Ordinano al birraio di seguire le istruzioni, ma il suo tentativo fallisce. Il terzo desiderio, allora, sarà quello di poter aver un rifornimento inesauribile di quella birra meravigliosa: la bevanda magica comincia a scorrere liberamente e, tra gli gnomi, tornano a regnare felicità e armonia.

## Produzione
Il film fu prodotto dalla Vitagraph Company of America.

## Distribuzione
Distribuito dalla Vitagraph Company of America, il film - un cortometraggio in una bobina - uscì nelle sale cinematografiche statunitensi il 10 maggio 1910.